# Pelle van Amersfoort
Pelle van Amersfoort (* 1. April 1996 in Heemskerk) ist ein niederländischer Fußballspieler, der derzeit beim al-Shahania SC unter Vertrag steht.

## Karriere

### Verein
Van Amersfoort begann mit dem Fußballspielen bei HFC Haarlem. Über ADO ’20 Heemskerk wechselte er in die Nachwuchsakademie des SC Heerenveen und debütierte im September 2014 für die Profimannschaft in der Eredivisie. In der Saison 2014/15 kam er zu zehn Einsätzen für die Profis in der Eredivisie und zu einem Einsatz im KNVB-Pokal und spielte ansonsten  für die Reservemannschaft. 
Im August 2015 wechselte van Amersfoort leihweise zum Zweitligisten Almere City FC und erzielte am 2. Oktober 2015 beim 4:0-Sieg am neunten Spieltag gegen den FC Emmen mit den Toren zum 1:0 und zum 3:0 seine ersten Tore im Profifußball. In dieser Saison kam er zu einem Einsatz für die Reservemannschaft, zu einem Einsatz für die Profimannschaft im KNVB-Pokal und zu 31 Einsätzen in der zweiten Liga, in denen ihm acht Tore gelangen. Zum Saisonende qualifizierte er sich mit Almere City für die Play-offs um den Aufstieg, schied aber gegen Willem II Tilburg aus. 
Zur Saison 2016/17 kehrte van Amersfoort zum SC Heerenveen zurück und kam seitdem in der Eredivisie zum Einsatz.
Im Sommer 2019 wechselte er zum polnischen Erstligisten KS Cracovia. Dort blieb er bis zum Ende der Saison 2021/22. Nach einem halben Jahr der Vereinslosigkeit schloss sich van Amersfoort erneut dem SC Heerenveen an und unterschrieb einen Vertrag bis 2025.
Im Sommer 2024 wechselte er zum katarischen Klub al-Shahahia SC.

### Nationalmannschaft
Pelle van Amersfoort spielte viermal für die niederländische U-17-Nationalmannschaft und absolvierte mindestens ein Spiel für die U-18. Er nahm mit der U-19-Nationalelf an der U-19-Fußball-Europameisterschaft 2015 in Griechenland teil. Dabei kam er zu drei Einsätzen und schied mit seiner Mannschaft nach der Gruppenphase aus. Insgesamt spielte er in 13 Partien für die U-19, in denen ihm sechs Tore gelangen. Daraufhin absolvierte van Amersfoort neun Einsätze für die niederländische U-20-Auswahl. Am 24. März 2017 gab er anlässlich eines Vier-Nationen-Turnieres in Spanien gegen Finnland sein Debüt für die niederländische U-21.

## Erfolge
KS Cracovia
- Polnischer Pokalsieger: 2020

- Polnischer Supercupsieger: 2021